# Hermann Christoph Engelke
Hermann Christoph Engelke, auch Engelcken (* 9. Juni 1679 in Jennewitz; † 2. Januar 1742 in Rostock) war ein Professor der evangelischen Theologie an der Universität Rostock.

## Ausbildung und Studium
Hermann Christoph Engelke war der Sohn des Gutspächters Christian Peter Engelke aus Jennewitz bei Kröpelin und der jüngere Bruder von Heinrich Askanius Engelke. Nachdem er einige Jahre Privatunterricht genoss, so u. a. zwischen 1692 und 1695 bei Johann Joachim Weidner, seinem späteren Schwager. Engelke begann sein Studium an der Universität Rostock im Sommersemester 1695.
In den folgenden Jahren studierte er außerdem in Leipzig, Halle, Helmstedt und schlussendlich in Jena, wo er 1700 zum Magister lib. Artium promoviert wurde.

## Akademische Laufbahn
Im Wintersemester 1701/02 kehrte er als Privatdozent an die Philosophische Fakultät der Universität Rostock zurück und führte diese Tätigkeit so lange aus, bis er Ende 1709 zum Pastor an der St. Johannis und St.-Georgs-Kirche in Rostock ernannt wurde.
Engelke kehrte der Hochschule aber nicht endgültig den Rücken, sondern promovierte im selben Jahr zum Doktor der Theologie.
Im darauffolgenden Jahr heiratete Engelke am 15. Mai Agnes Catherine Beselin, die Tochter des Bürgermeisters Johann Joachim Beselin.
Wenige Monate später, am 8./9. Oktober 1710, wurde Engelke dann zunächst zum Privatdozenten an der Universität Rostock ernannt, ehe er am 20. Februar 1716 vom Rat der Stadt Rostock zum ordentlichen Professor der Theologie ernannt wurde. Engelke nahm damit den Platz von Zacharias Grape (der Jüngere) ein.
Engelke verstarb am 2. Januar 1742 im Alter von 62 Jahren in der Hansestadt Rostock, sein Amt übernahm am 20. Mai 1743 der gebürtige Rostocker Johann Heinrich Becker.